# Histoire évolutive des Eulipotyphla
 (décembre 2021).
Motif : Aucune source, données obsolètes
Cette page a pour objet de présenter un arbre phylogénétique des Eulipotyphla, c'est-à-dire un cladogramme mettant en lumière les relations de parenté existant entre leurs différents groupes (ou taxa), telles que les dernières analyses reconnues les proposent. Ce n'est qu'une possibilité, et les principaux débats qui subsistent au sein de la communauté scientifique sont brièvement présentés ci-dessous, avant la bibliographie.

## Histoire taxinomique
Longtemps considérés comme le grade inférieur des Mammifères, les Insectivores ont, petit à petit, perdu les Scandentiens et Dermoptères, qui ont rejoint les Primates au sein des Archontes, puis les Macroscélidés qui ont rejoint les Glires au sein des Anagalides. Enfin, avec les dernières phylogénies moléculaires, ils ont perdu les Tenrécidés et les Chrysochloridés, qui ont rejoint le nouveau clade des Afrothériens en tant qu'Afrosoricidés ; ils y ont retrouvé les Macroscélidés qui avaient quitté les Anagalides. Il reste un taxon, présumé monophylétique – à moins qu'il ne soit polyphylétique – constitué des Soricomorphes et des Érinacéomorphes, dénommé Eulipotyphla. Sa place dans la phylogénie des Mammifères reste une question débattue.

## Arbre phylogénétique
Le cladogramme présenté ici ne possède qu'une valeur indicative. Il n'est pas forcément consensuel, et on peut toujours se référer à la bibliographie au bas de l'article.
Le symbole ▲ renvoie à la partie immédiatement supérieure de l'arbre phylogénétique du vivant. Le signe ► renvoie à la classification phylogénétique du groupe considéré. Tout nœud de l'arbre portant plus de deux branches montre une indétermination de la phylogénie interne du groupe considéré.
Les habitudes typographiques des botanistes et des zoologistes sont différentes. Ici, par commodité de lecture, et certains groupes actuels relevant des deux domaines traditionnels, les noms de taxons supérieurs au genre sont tous écrits en caractères droits, les noms de genres ou d'espèces en italiques.
À la suite d'un taxon, sa période d'apparition, quand elle est connue, peut être indiquée suivant la légende suivante :
(Plé) : Pléistocène ; (Pli) : Pliocène ; (Mio) : Miocène ; (Oli) : Oligocène ; (Éoc) : Éocène ; (Pal) : Paléocène ; (Cré) : Crétacé ; (Jur) : Jurassique ; (Tri) : Trias ; (Per) : Permien ; (Car) : Carbonifère ; (Dév) : Dévonien ; (Sil) : Silurien ; (Ord) : Ordovicien ; (Camb) : Cambrien ; (Edi) : Édiacarien. Pour plus de précision si possible, (-) : inférieur ; (~) : moyen ; (+) : supérieur.

```
▲

└─o 
Eulipotyphla

  ├─o 
Soricomorpha

  │ ├─o 
Solenodontidae

  │ └─o 
Soricidae

  └─o 
Erinaceomorpha

    ├─o 
Erinaceidae

    └─o 
Talpidae
```

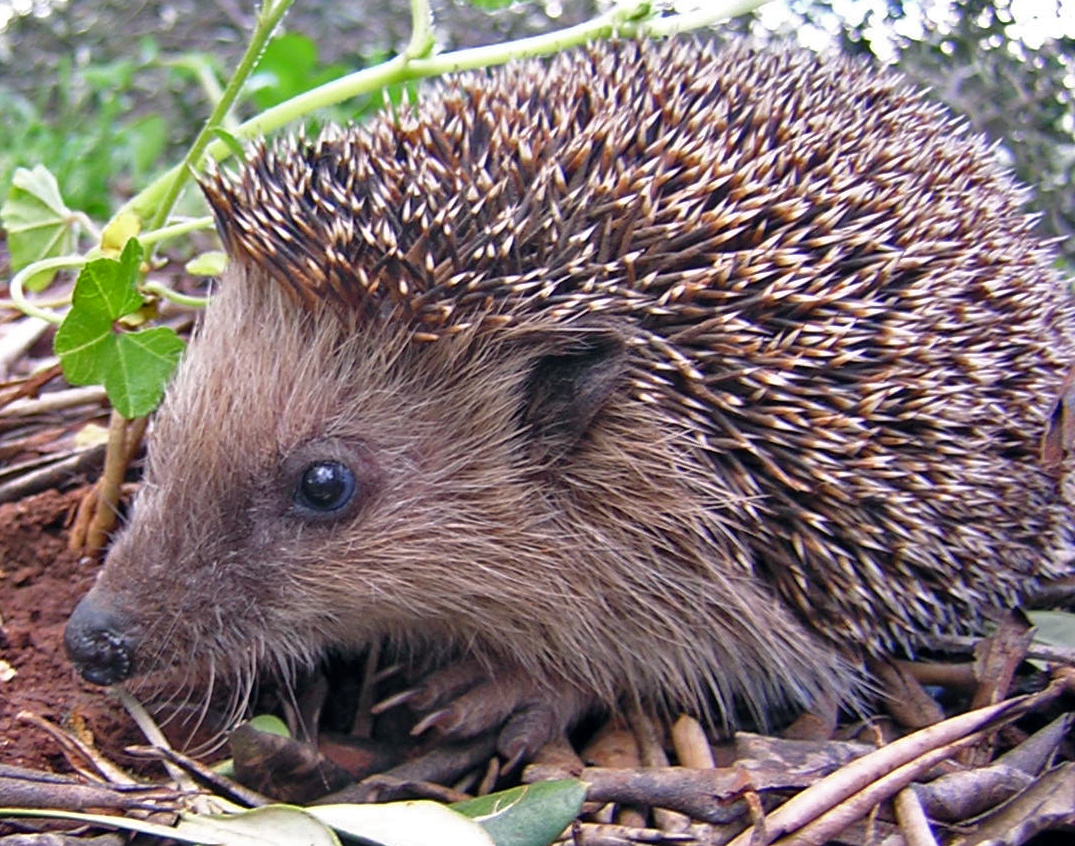
Hérisson commun (Erinaceus europaeus, Erinaceidae)
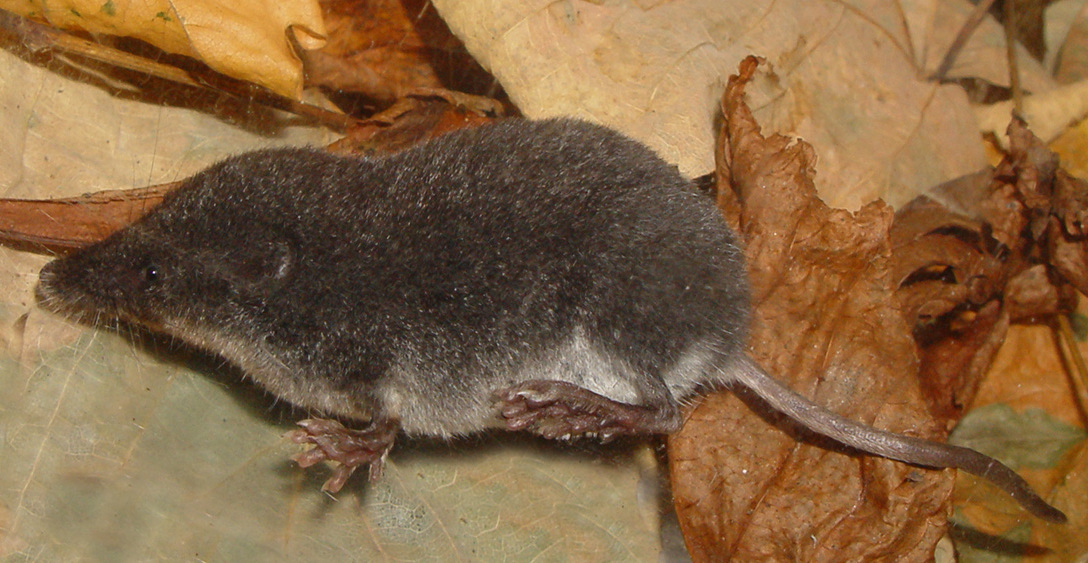
Musaraigne aquatique de Miller (Neomys anomalus, Soricidae)
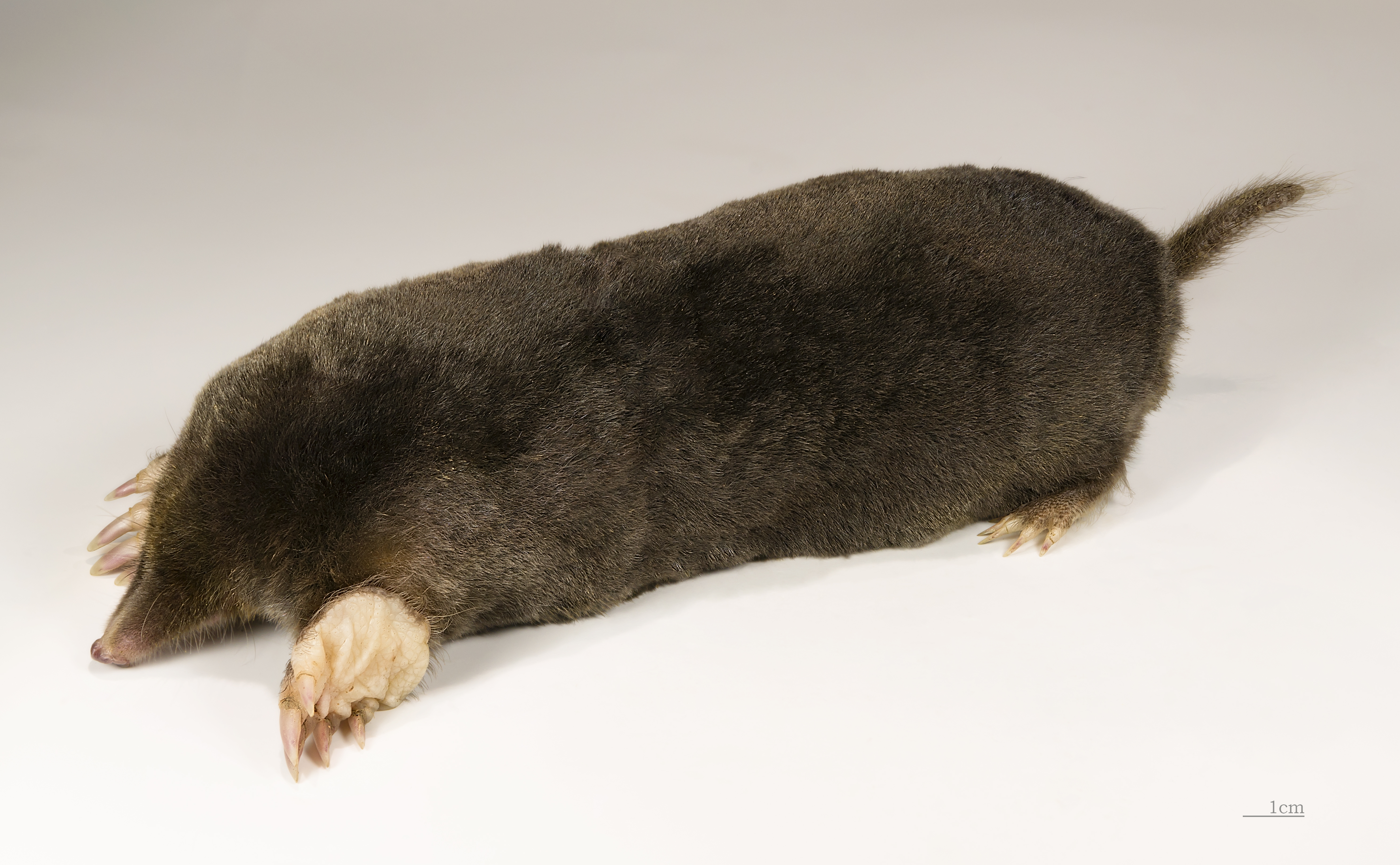
Taupe européenne (Talpa europaea, Talpidae)
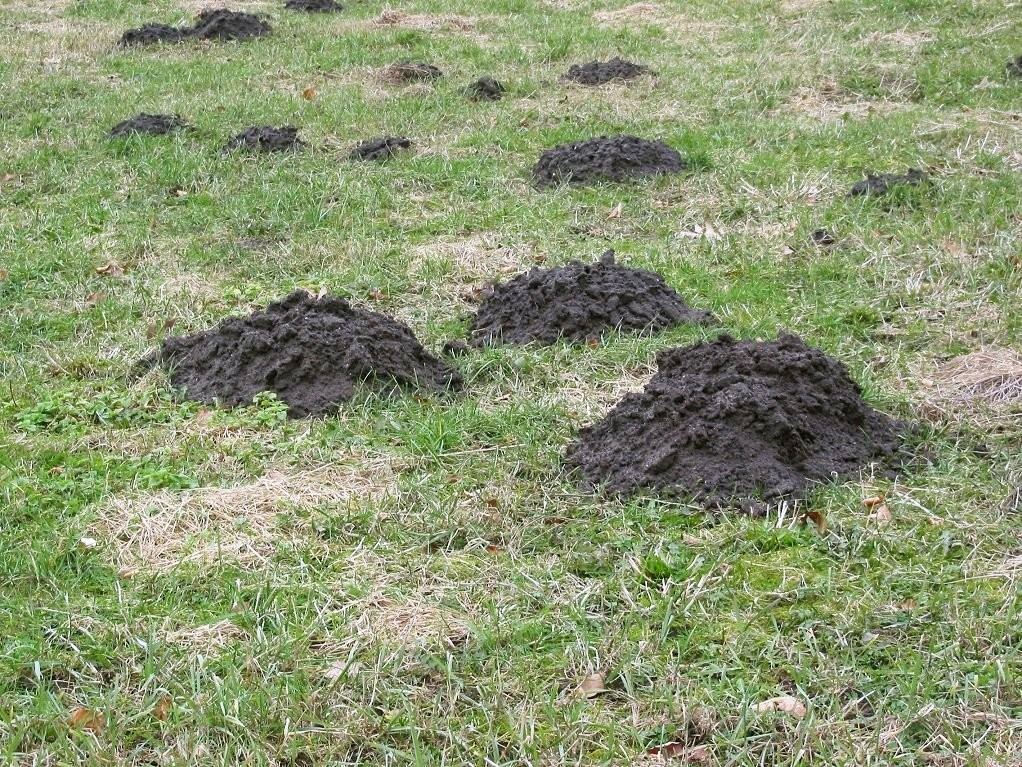
Entrées de galeries de la taupe européenne (Talpa europaea, Talpidae)

## En savoir plus